# Kartaly
Kartaly (en ruso: АКарталы́) es una ciudad del óblast de Cheliábinsk, Rusia, ubicada sobre el valle de un río que es tributario o afluente del río Tobol —el cual es afluente del río Irtish, el cual a su vez, lo es del Obi— a 260 km al suroeste de Cheliábinsk, la capital del óblast.

## Historia
Se fundó en 1810 y obtuvo el estatus o categoría de ciudad en 1944.